# Visuelle Lust und narratives Kino
Visuelle Lust und narratives Kino (englischer Originaltitel: Visual Pleasure and Narrative Cinema) ist ein 1975 verfasster Essay von Laura Mulvey. Er ist bis heute einer der meistzitierten Aufsätze der feministischen Filmtheorie.

## Thesen
Laut Mulvey geht die Faszination bestimmter Hollywoodfilme der 1930er bis 1950er Jahre auf bereits bestehende Muster und geschlechtsspezifische Formen der patriarchal geprägten Gesellschaftsstrukturen, die bereits tief im Unbewussten verankert sind, zurück. In dieser Gesellschaft sei die Frau in einer symbolischen Ordnung gefangen, während der Mann seine Phantasien durch die Herrschaft der Sprache ausdrücken könne. Kritisiert werden stereotype Bilder von Frauen, die Projektionen bzw. Wunschvorstellungen der Frau zeigen, also ein ideologisch verzerrtes Bild von Weiblichkeit. Die visuelle Lust werde manipuliert und transferiere so die Erotik in die Sprache der patriarchalen Ordnung.
Mulvey nähert sich der „Lust am Schauen“ („pleasure in looking“) und des „Angesehen-Werdens“ („to-be-looked-at“) durch die Psychoanalyse Freuds an. Für Freud ist die Skopophilie (Schaulust), also voyeuristische Tendenzen, ein angeborener Instinkt und Teil unserer Sexualität. Aus dem kindlichen Beobachten resultieren (nach Freud) bei der Frau Penisneid und beim Mann Kastrationsangst.
Die Lust am Schauen im Kino wird nach Mulvey durch den Kontrast der Dunkelheit im Zuschauerraum und die Helligkeit auf der Leinwand verstärkt. Der Zuseher werde dadurch in eine voyeuristische Distanziertheit versetzt und könne ungeniert schauen. Die Lust am Schauen sei, genauso wie das System, in dem wir leben, von sexueller Ungleichheit bestimmt. Mulvey teilt den Blick in aktiv = männlich und passiv = weiblich ein und macht damit auf die Objektposition der Frau aufmerksam. Der Mann sei der Träger des Blicks („bearer of the look“), die Frau das Objekt des Blicks („woman as image“).
Mulveys zweite These basiert auf den Ideen des Pariser Psychoanalytikers Jacques Lacan und handelt von dem narzisstischen Blick bzw. der Konstruktion eines Ideal-Ichs. Grundlage dafür bildet Lacans Konzeption des Spiegelstadiums, also jenes Augenblicks, in dem das Kind sich zum ersten Mal im Spiegel wiedererkennt. Das Kino bediene sich dieser Identifikation und biete den (männlichen) Helden als Projektionsfläche und Maßstab für den (männlichen) Zuschauer an; dies schließe naturgemäß eine weibliche Zuschauerin aus. Der subjektive Blick der Kamera, des Protagonisten und des Zuschauers üben, so Mulvey, Macht auf die Frau aus.
In der Psychoanalyse stellt die Frau neben sexueller Faszination auch eine Kastrationsdrohung für den Mann dar, die dieser durch Schuldzuweisung oder Fetischisierung zu kompensieren versucht. Mulvey demonstriert ihre Thesen anhand des Films Vertigo – Aus dem Reich der Toten (1958) von Alfred Hitchcock, da in seinen Filmen der männliche Blick durch die subjektive Kameraführung besonders forciert werde und der Zuschauer in die Rolle des männlichen Protagonisten versetzt werde. Sie kritisiert, dass dieser Film keine weibliche Betrachtungsweise zulasse.
Mulvey verwendet die „Psychoanalyse als politische Waffe“ gegen die Manipulationsstrategien des Hollywood-Kinos. Ihr Ziel ist es, darauf aufmerksam zu machen, dass der Blick des Kinos nicht neutral ist, sowie die „Zerstörung“ dieses voyeuristischen Blicks.

## Kritik
Mulvey Aufsatz bietet auch Angriffspunkte. So wurde kritisiert, dass sie der weiblichen Zuschauerin durch ihre Thesen ebenfalls keinen Platz im Kino einräume. Der von ihr kritisierte Dualismus (Trennung nach biologischem Geschlecht, somit nur zwei Geschlechter möglich) werde durch ihre Aussagen nicht aufgehoben, sondern weiter festgeschrieben. Das Publikum könne durch die fehlende empirische Rezeptionsforschung nicht untersucht werden, somit könnten auch Faktoren wie Ethnie oder Klasse nicht miteinbezogen werden.
Darüber hinaus fehlten ihr ein medientheoretisches und ideologiekritisches Verständnis für die „production of consens“. Mulvey kritisiere zwar den Ist-Zustand, bietet aber keine möglichen Alternativen zur Änderung außer der „Zerstörung“ des männlichen Blicks.